# Ramiro Castillo
Ramiro Castillo Salinas (Coripata, 27 maart 1966 – La Paz, 18 oktober 1997) was een Boliviaans voetballer, die speelde als aanvallende middenvelder. Enkele maanden na de dood van zijn zoontje koos hij zelf voor de dood. Hij werd 31 jaar.

## Clubcarrière
Castillo begon zijn actieve loopbaan in 1985 bij de Boliviaanse club The Strongest, de club waarmee hij tweemaal de landstitel won. Hij speelde daarnaast in Argentinië (Instituto Atlético Central Córdoba, Argentinos Juniors, CA River Plate, CA Rosario Central en Club Atlético Platense) en voor Club Bolívar.

## Interlandcarrière
Castillo, bijgenaamd Chocolatín, speelde in totaal 52 interlands voor Bolivia in de periode 1989-1997, en scoorde vijf keer voor zijn vaderland. Onder leiding van bondscoach Jorge Habegger maakte hij zijn debuut op dinsdag 4 juli 1989 in de Copa América-wedstrijd tegen Uruguay, die met 3-0 werd verloren door Bolivia. Hij viel in die wedstrijd na 34 minuten in voor Marco Etcheverry. Met La Verde nam Castillo in totaal vier keer deel aan de strijd om de Copa América en aan het WK voetbal 1994 in de Verenigde Staten.

## Erelijst
The Strongest
- Liga de Boliviano

1986, 1993
 Club Bolívar
- Liga de Boliviano

1997